# Rueda (vino)
Rueda es una denominación de origen protegida cuya zona de producción se encuentra en las provincias de Valladolid, Segovia  y Ávila (España). Esta D.O. está integrada por 72 municipios de los cuales 53 se sitúan al sur de la provincia de Valladolid, 17 al oeste de Segovia y 2 al norte de Ávila.

## El carácter Rueda

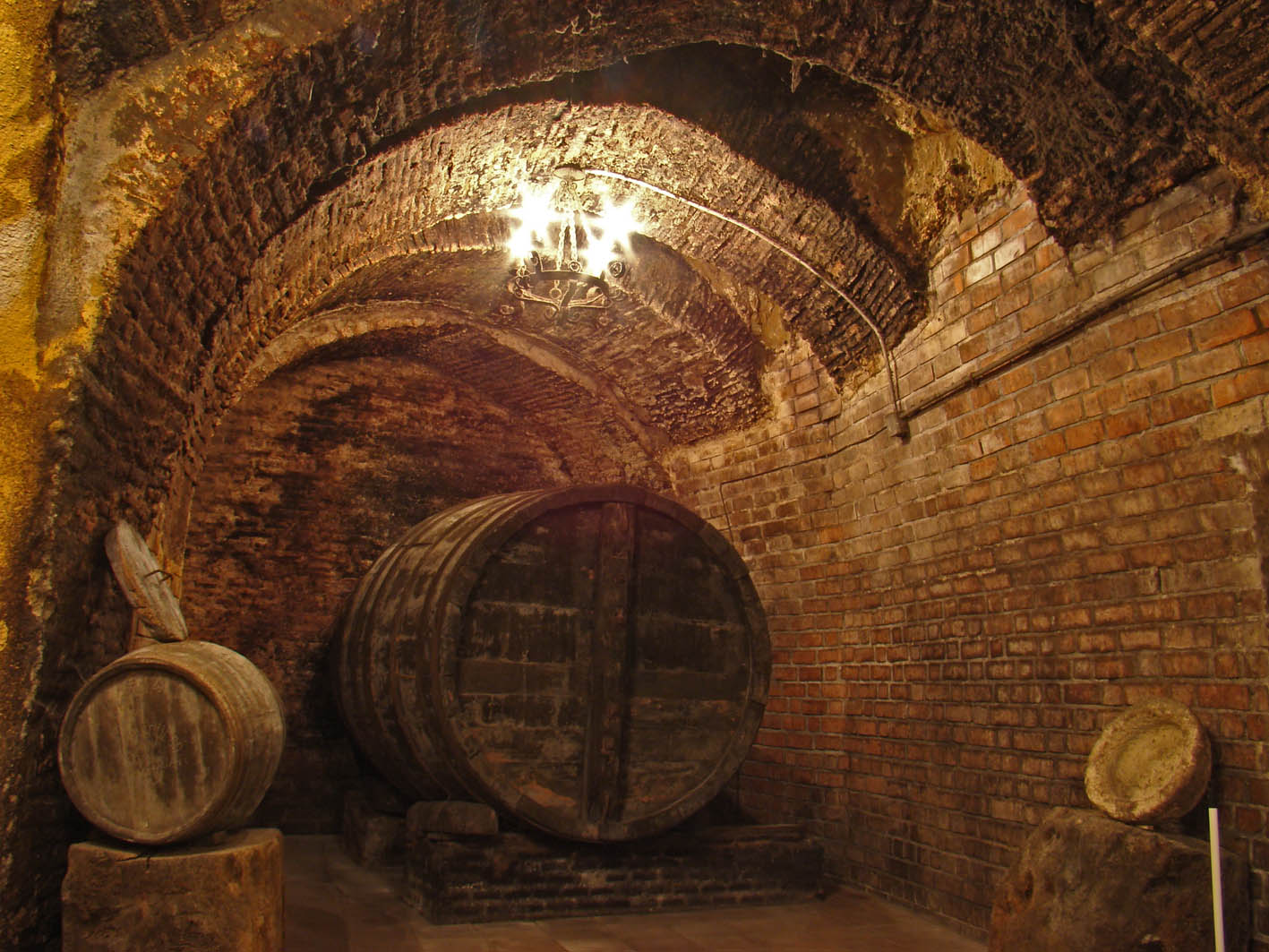
Bodega subterránea en Nava del Rey.

El carácter Rueda está definido por tres elementos: la uva Verdejo (autóctona de la zona), el clima mediterráneo continentalizado y los suelos cascajosos. 
La uva verdejo

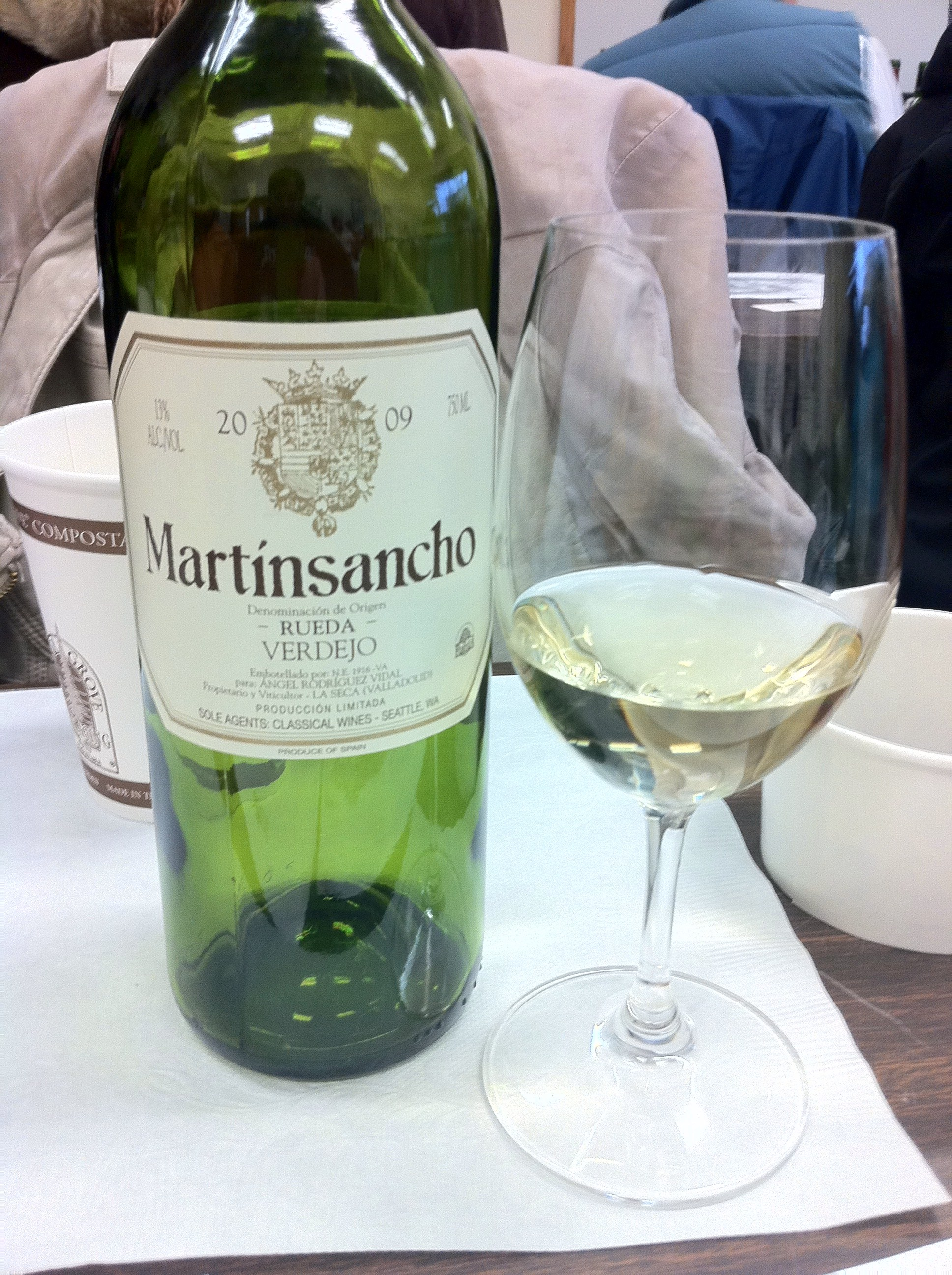
Un Rueda de uva Verdejo

La uva Verdejo habita desde hace siglos en la Denominación de Origen Rueda. Su origen, aun no teniendo testimonios escritos de ello, se cree que puede coincidir con el reinado de Alfonso VI (siglo XI). En esa época se repobló la cuenca del Duero con cántabros, vascones y mozárabes, siendo estos últimos los que con mayor probabilidad trajeron la variedad Verdejo a España. 
Podemos acercarnos al vino blanco diciendo que el aroma y sabor de la Verdejo tiene matices de hierba de monte bajo, con toques afrutados y una excelente acidez. El extracto, factor de personalidad de los grandes vinos blancos, es perceptible por su volumen y su característico toque amargoso que proyecta en boca un destello de originalidad, acompañado de una gran expresión frutal. Son vinos de gran armonía, cuyo recuerdo tras el paso por boca invitan a continuar con la degustación.
El clima continental
La D.O. Rueda se eleva entre 700 y 800 metros sobre el nivel del mar, con tierras llanas pero altas, que soportan inviernos fríos y muy largos, primaveras cortas con heladas tardías y veranos calurosos y secos, sólo alterados por inoportunas tormentas. Este factor obliga a las cepas a buscar sus recursos hídricos en lo más hondo del subsuelo, más que en otras zonas de Europa. 
La vegetación brota tardíamente, con podas hasta el mes de marzo incluso abril. Las lluvias son escasas alcanzando unos mínimos de 400 litros y unos máximos de 500 litros anuales.
En otros tiempos, al final del invierno se hacía una excava alrededor de la cepa para concentrar el agua de la primavera. A principios del verano, se realizaba un “cobijo” acumulando de nuevo la tierra en torno a la cepa y enterrándola muchas veces hasta la mitad para protegerla de la evaporación estival. Hoy, la mejora del cultivo y la incorporación del goteo, compensa estas labores imposibles de poner en práctica en la actualidad. 
Por otro lado, la diferencia de temperaturas entre el día y la noche, es el secreto del equilibrio entre el azúcar que la uva gana con el sol y la acidez que no pierde durante la fresca nocturnidad. La insolación llega a las 2600 horas anuales que serían excesivas si no fuera por la maduración tardía de la uva.
Por su latitud, la zona de Rueda queda enclavada en el ámbito mediterráneo. Sin embargo, por su altitud, se declara de influencia continental.
El suelo cascajoso
La D. O. Rueda se sitúa en el sector central de la depresión que forma el río Duero, constituyendo una altiplanicie de suaves relieves y vertientes sometidas a los vientos atlánticos. Amplias terrazas aluviales y dilúviales en los márgenes del Duero y de sus afluentes Trabancos, Zapardiel y Adaja. 
Tierras pardas, ricas en calcio y magnesio, de fácil laboreo y pedregosas con una buena aireación y drenaje y afloraciones calizas en las cotas más altas de las ondulaciones. Permeables y sanas, su textura varía de arenolimosa a limosa. 
El pH. de sus tierras oscila ente el 7 y el 8. Este sustrato geológico ha evolucionado en superficie hacia suelos pardos sobre depósitos alóctonos pedregosos, dando lugar a los típicos terrenos “cascajosos” donde se asientan los mejores viñedos de la D.O. Rueda.

## Historia
Se trata de la Denominación de Origen vitivinícola más antigua de la actual autonomía de Castilla y León; concretamente se creó en el año 1980, e inicialmente circunscribía su producción a vinos blancos. 
La zona cuenta con una tradición antigua, ya que hay noticias de cultivo de la vid desde la Edad Media, sobre todo elaborando vinos tintos. En el siglo de oro español, los vinos más afamados de esta zona eran vinos dorados, criados durante 10 años, y que llegaron a tener un precio controlado.
A principios del siglo XX, la superficie de viñedo era de unas 90.000 ha, pero tras el ataque de la filoxera, y el auge de otros cultivos más rentables como el trigo se redujo la superficie de cultivo.
Desde el año 1994, se permitió la elaboración de vinos rosados y tintos, con la inclusión en la DO de productores de vino de la Tierra de Medina, pero tras una sentencia del Tribunal Supremo, confirmando una anterior del Tribunal Superior de Justicia de Castilla y León, en octubre de 2006, se revocó. La D.O. Rueda ampara en su Reglamento, desde el 5 de agosto de 2008, la elaboración de vinos tintos y rosados en sus diferentes categorías de jóvenes, crianza, reserva y gran reserva, con gran predominio de la variedad tempranillo, conocida también en la región como tinto del país o tinto fino. Las variedades autorizadas para la elaboración han demostrado su perfecta adaptación a la zona, así como sus cualidades para la elaboración de vinos de calidad.
La denominación de origen protegida Rueda obtuvo su registro ante la Unión Europea el 13 de junio de 1986. También cuenta con registro ante la Organización Mundial de la Propiedad Intelectual desde 22 de junio de 2021.

## Uvas

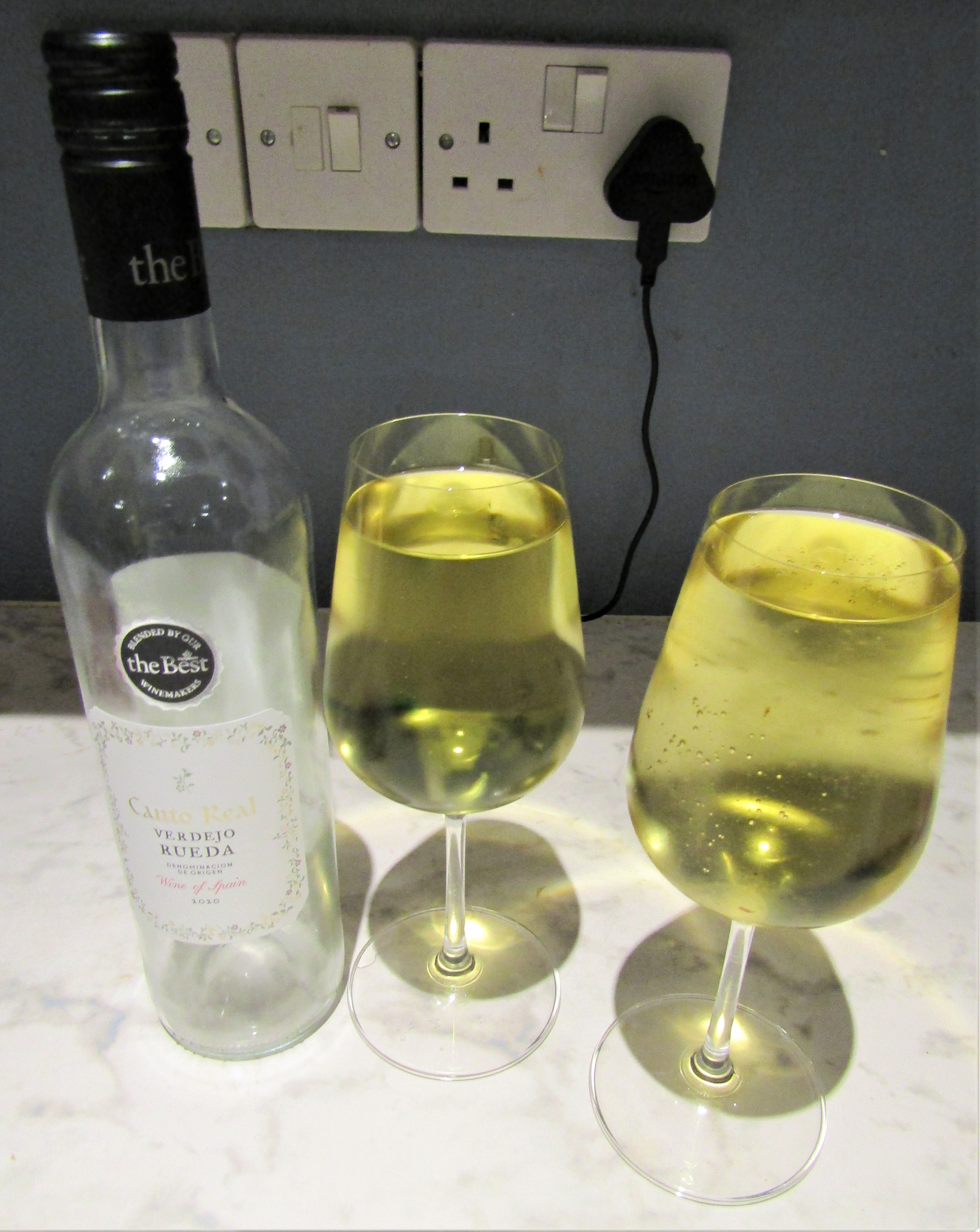
Una botella de vino blanco Rueda verdejo.

La D.O. Rueda es una de las pocas zonas vinícolas europeas especializadas en la elaboración de vino blanco y en la protección y desarrollo de su variedad autóctona, la Verdejo.La fuerte personalidad de la Verdejo, la adhesión de otras variedades, así como un viñedo que ha aprendido a sobrevivir a la dureza de su entorno, casi hostil, para entregar al vino lo mejor de sí mismo, configuran el perfil de los vinos blancos de Rueda.
Las variedades blancas permitidas son:
- Verdejo (la variedad de uva autóctona de esta DO.)
- Sauvignon Blanc
- Viura
- Palomino fino

Históricamente esta zona ha contado con viñedos de uvas tintas, sobre todo antes de producirse la devastadora plaga de Filoxera a finales del siglo XIX, que fue la responsable de la práctica total desaparición del viñedo tinto, permitiendo la absoluta dominancia del viñedo blanco.
La D.O. Rueda ampara en su Reglamento, desde el 5 de agosto de 2008, la elaboración de vinos tintos y rosados en sus diferentes categorías de jóvenes, crianza, reserva y gran reserva, con gran predominio de la variedad tempranillo, conocida también en la región como tinto del país o tinto fino. Las variedades autorizadas para la elaboración han demostrado su perfecta adaptación a la zona, así como sus cualidades para la elaboración de vinos de calidad. 
Las variedades tintas permitidas son:
- Tempranillo (variedad principal de uva tinta)
- Cabernet Sauvignon
- Merlot
- Garnacha

En 2020 se introducen nuevas variedades, con el objetivo de ofrecer a los bodegueros más posibilidades para realizar elaboraciones singulares que ayuden a diferenciar su producto en el mercado.
Blancas: se introducen dos nuevas variedades. La Viognier, caracterizada por sus aromas florales y la Chardonnay, de fácil cultivo y con gran habilidad para adaptarse al terruño y a diferentes condiciones climatológicas.
Tintas: Se introduce la Syrah, que aporta cuerpo y un amplio abanico de sabores.
Estas nuevas variedades no tienen la condición de principales, como lo son la Verdejo y la Sauvignon Blanc en blancas y la Tempranillo en tintas.
“Todos estos cambios responden al interés de nuestras bodegas por adaptarse a las exigencias del mercado y de los consumidores, tanto en el ámbito nacional como internacional. Ahora tendrán más posibilidades de diferenciarse en el mercado y más libertad en la elaboración de vinos con el sello de la D.O. Rueda. Asimismo, para los viticultores supone la oportunidad de trabajar con nuevas variedades, que según los estudios han demostrado adaptarse perfectamente a nuestro clima y suelo”, afirma Carmen San Martín, presidenta del CRDO Rueda. “Este proceso es fruto del interés que desde el Pleno del Consejo Regulador se tiene por sorprender al mercado con productos de valor añadido, defendiendo siempre el origen y apostando por los rigurosos controles de calidad de la D.O. Rueda”.

## Vendimia
En 2016, la D.O. Rueda finalizó la vendimia con una cosecha récord de 108.812.763 kilos de uva acogidos. De ellos, el 99,02% (107.747.261) correspondieron a uvas blancas. La variedad autóctona Verdejo supuso el 85,08 % de la producción total, con 93.368.169 kilos acogidos. 

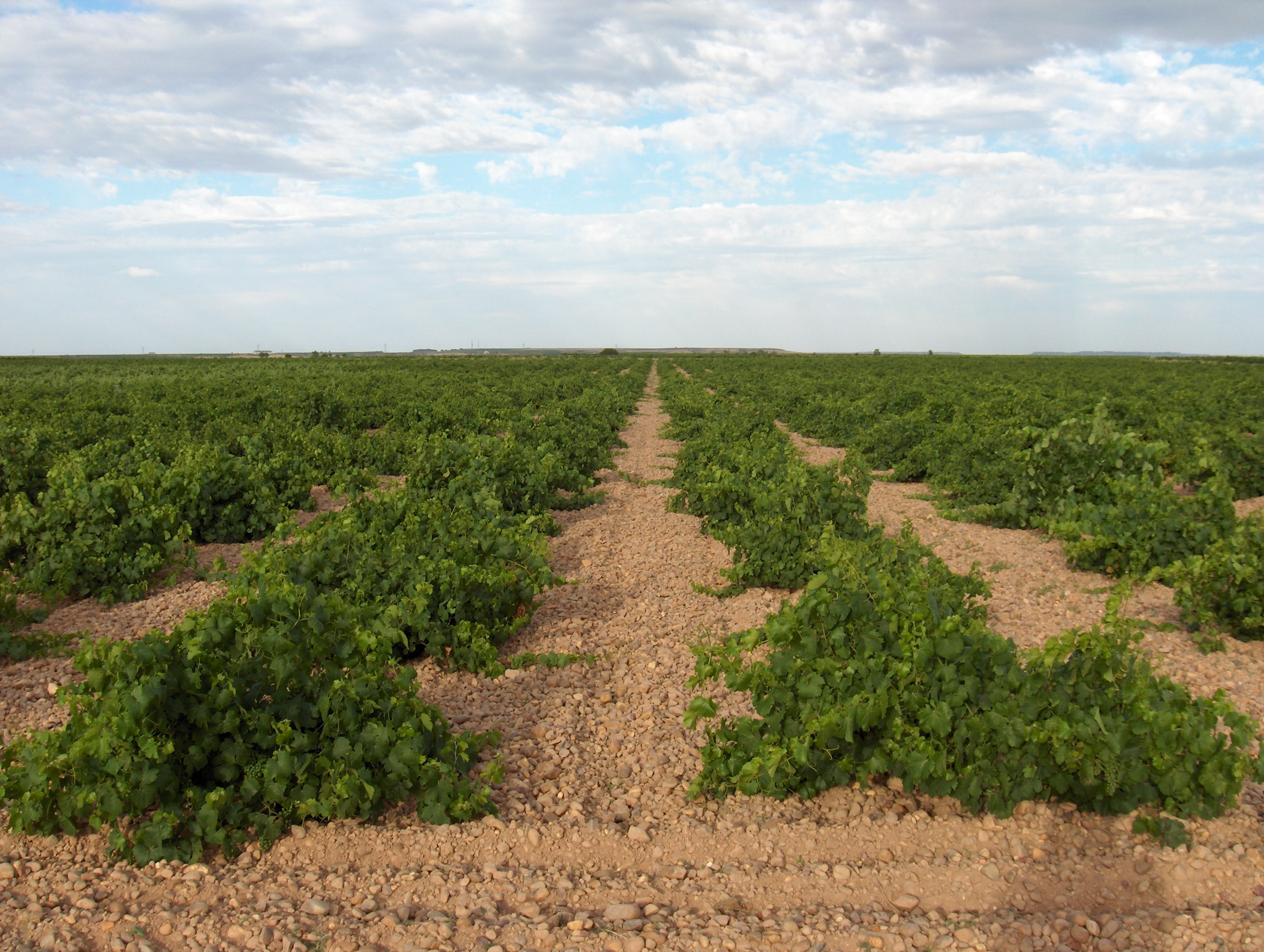
Suelo cascajoso típico de la zona.

El Consejo Regulador establece anualmente las normas de vendimia con vistas a mejorar la calidad de la uva recibida, promoviendo una rápida entrega de la uva, evitando el contacto de la uva con las partes metálicas de los remolques y camiones así como las largas estancias en los remolques o camiones.
La vendimia en la D.O. Rueda está caracterizada por dos factores que influyen de manera decisiva en la calidad de los vinos:
La noche
La vendimia se realiza en la D.O. Rueda fundamentalmente de noche, ya que la bajada de las temperaturas permite que la uva se vendimie más fría, y así conserve intactas sus cualidades organolépticas. En caso contrario, con la luz solar se pueden oxidar y perder parte de esas cualidades tan características de la variedad Verdejo, autóctona de la D.O. Rueda. 
Por otra parte, al vendimiar por la noche que es cuando bajan las temperaturas, la uva entra más fría en la bodega, con lo que se consigue un gran ahorro energético en las bodegas, que de otra manera tendrían que dedicar mayores recursos al enfriamiento de la uva.
Recogida a máquina
Este segundo factor de la vendimia en Rueda permite que se recolecten solo aquellos líneos que, a criterio del enólogo, están en plena maduración. Por tanto, se decide el momento óptimo de su recogida, consiguiendo un ahorro de tiempo y costes muy importante. En definitiva, la recolección se realiza en la oscuridad de la noche, pero está marcada por la potente luz de las máquinas.

## Añadas

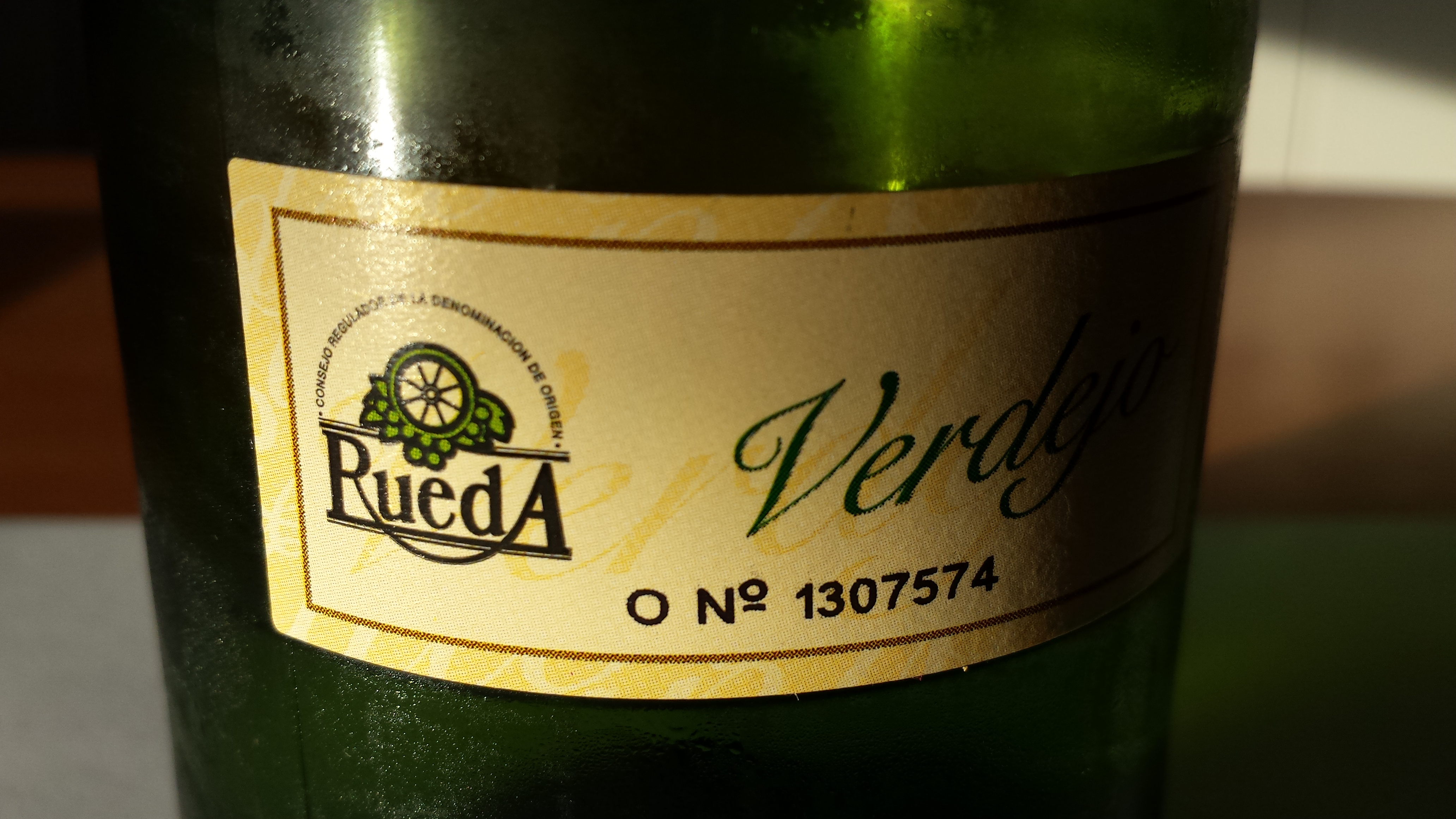
Etiqueta de la denominación de origen Rueda

- 1985 Muy Buena
- 1986 Muy Buena
- 1987 Buena
- 1988 Buena
- 1989 Buena
- 1990 Buena
- 1991 Buena
- 1992 Buena
- 1993 Buena
- 1994 Buena
- 1995 Muy Buena
- 1996 Muy Buena
- 1997 Buena
- 1998 Muy Buena
- 1999 Muy Buena
- 2000 Buena
- 2001 Buena
- 2002 Muy Buena
- 2003 Muy Buena
- 2004 Muy Buena
- 2005 Muy Buena
- 2006 Muy Buena
- 2007 Muy Buena
- 2008 Muy Buena
- 2009 Muy Buena
- 2010 Muy Buena
- 2011 Excelente
- 2012 Buena
- 2013 Buena
- 2014 Muy Buena
- 2015 Muy Buena
- 2016 Muy Buena
- 2017 Excelente
- 2018 Muy Buena

## Clasificación de los vinos
Para los vinos blancos (tranquilos) de la cosecha 2019, solo existirá una categoría: RUEDA, fusionándose en ella las antiguas clasificaciones de “Rueda Verdejo”, “Rueda Sauvignon” y “Rueda”.
Se introduce una nueva categoría: “Gran vino de Rueda”. Esta categoría corresponde a vinos cuyas uvas provengan de viñedos con más de 30 años de antigüedad, con un rendimiento menor de 6.500kg por hectárea y un ratio de transformación del 65%. Estos vinos se podrán comenzar a elaborar en la añada 2020 y llevarán una contraetiqueta diferente.
Se incluye un nuevo tipo de vino: Rueda Pálido. Es un vino de elaboración tradicional en Rueda que había desaparecido de la tipología de vinos de la DO. Recuperando así, un vino que se obtiene por crianza biológica, permaneciendo en barrica de roble durante, al menos, los tres últimos años antes de su comercialización.
Se crea la figura de “Vino de Pueblo”, pudiendo indicar el municipio del que provienen las uvas, siempre y cuando el porcentaje de la uva proveniente de ese pueblo sea igual o superior al 85%.
Los vinos espumosos podrán incluir la mención “gran añada” cuando el proceso de elaboración, desde el momento del tiraje hasta el degüelle, supere los treinta y seis meses. La mención deberá ir acompañada del año de la cosecha.

## Ruta del Vino de Rueda
En 2013 a petición de varias entidades de la comarca y bajo el amparo del consejo regulador   se desarrolla una iniciativa para fomentar el enoturismo en las bodegas y establecimientos establecidos dentro de la Denominación de Origen Rueda. En octubre de 2013 está pendiente su certificación para adherirse a las Rutas del Vino de España de ACEVIN (Asociación Española de Ciudades del Vino). 